# Liste der Kulturgüter in Ferenbalm
Die Liste der Kulturgüter in Ferenbalm enthält alle Objekte in der Gemeinde Ferenbalm im Kanton Bern, die gemäss der Haager Konvention zum Schutz von Kulturgut bei bewaffneten Konflikten, dem Bundesgesetz vom 20. Juni 2014 über den Schutz der Kulturgüter bei bewaffneten Konflikten sowie der Verordnung vom 29. Oktober 2014 über den Schutz der Kulturgüter bei bewaffneten Konflikten unter Schutz stehen.
Objekte der Kategorien A und B sind vollständig in der Liste enthalten, Objekte der Kategorie C fehlen zurzeit (Stand: 12. Februar 2024). Unter übrige Baudenkmäler sind geschützte Objekte zu finden, die im Bauinventar des Kantons Bern als «schützenswert» verzeichnet sind.

## Kulturgüter
| Foto |                                                                                            | Objekt                                                          | Kat. | Typ | Standort                                                | Beschreibung |
| ---- | ------------------------------------------------------------------------------------------ | --------------------------------------------------------------- | ---- | --- | ------------------------------------------------------- | --- |
| ja   | Datei hochladen · Wikidata zu Jerisberghof (Althus, Statthalterhaus, Ofenhaus) (Q19362584) | Jerisberghof (Althus, Statthalterhaus, Ofenhaus) KGS-Nr.: 00893 | A    | G   | Jerisberghof 14, 22, 24 582888 / 200829                 | Althus – 1703 erbautes Bauernhaus, heute als Bauernmuseum genutzt. Der traufständige Bohlenständerbau unter schindelgedecktem Vollwalmdach ist der zentrale Hauptbau der Siedlung und eines der am besten erhaltenen Beispiele des Seeländer Strohdachhauses, mit weitgehend originaler Bausubstanz. Reihenfensterfronten auf mächtiger Schwelle mit doppeltem Schwellenschloss, darüber reich dekorierte Lauben mit geometrisierender Bemalung auf der Nord- und barocken Ausschnitten auf der Südseite. Statthalterhaus – In den Jahren 1832 bis 1836 erbautes Bauernhaus. Repräsentativer Fachwerkbau auf Sandsteinkeller mit mächtigem, biberschwanzgedecktem, geknicktem Viertelwalmdach mit doppeltem Freibund und Ründe an der südöstlichen Schaufront. Die Fassade besitzt acht Fensterachsen mit einem durchgehenden, barock geschwungenen und profilierten Fenstersturz und zwei Rundfenster im Dachgeschoss. Ofenhaus – 1805 erbauter, zweigeschossiger Massivbau unter Mansarddach mit Sandsteingliederungen. Das Erdgeschoss ist unterkellert und enthält Speicher sowie eigenen Ofenraum mit zwei Öfen. Die Wohnungen im Ober- und Dachgeschoss werden durch Lukarnen belichtet, an der Südostseite ist eine Giebellaube befestigt. |
| ja   | Datei hochladen · Wikidata zu Eisenbahn-Viadukt BN über die Saane (Q19362586)              | Eisenbahn-Viadukt BN über die Saane KGS-Nr.: 10460              | A    | G   | Gümmenenau 585135 / 198290                              | Auf der 1901 erbauten Pfeilerbogenbrücke überquert die Bahnstrecke Bern–Neuenburg die Saane. Sie besteht aus einem langen, geschwungenen Erddamm nach der Station Gümmenen, einem Natursteinviadukt aus Pfeilern und 27 tonnengewölbten Bögen sowie einem integrierten Eisenfachwerkträger von 63 m Länge über dem eigentlichen Flussbett. Die Länge des beeindruckende Kunstbaus beträgt 400 m, die mittlere Höhe über dem Talboden 31,5 m. Das Objekt liegt hälftig auf Gemeindegebiet von Ferenbalm (KGS-Nr. 10460) und Mühleberg (KGS-Nr. 01081). |
| ja   | Datei hochladen · Wikidata zu Reformierte Kirche, Pfarrhaus und Ofenhaus (Q29652080)       | Reformierte Kirche, Pfarrhaus und Ofenhaus KGS-Nr.: 00894       | B    | G   | Kirchgasse 4 / Ferenbalmstrasse 30, 30a 582694 / 199722 | Das 1123 erstmals erwähnte Kirchengebäude war bis zur Reformation den Aposteln Peter und Paul geweiht und wurde 1657 nach einem Brand neu errichtet. Vom Vorgängerbau erhalten geblieben ist der romanische Turm, der beim Neubau einen Spitzhelm erhielt. Der neoklassizistische Predigtsaal entstand 1858/60. Unterhalb der Kirche steht das 1746 erbaute Pfarrhaus, ein herrschaftlich wirkender Mauerkubus unter geknicktem Walmdach. Unmittelbar daneben steht das zum Ensemble gehörende, 1752 errichtete Ofenhaus. |
| ja   | Datei hochladen · Wikidata zu Gümmenen, gedeckte Holzbrücke über die Saane (Q29673531)     | Gedeckte Holzbrücke über die Saane KGS-Nr.: 00982               | B    | G   | Gümmenen, Alte Murtenstrasse 585145 / 199270            | Von 1554 bis 1548 erbaute und von 1732 bis 1739 erneuerte gedeckte Holzbrücke über die Saane. Eines der wichtigsten Beispiele einer spätgotischen Sprengwerk-Konstruktion, bedeutender Bestandteil der Strassenverbindung zwischen Bern und Murten. Vom älteren Bauwerk ist ein Pfeiler erhalten geblieben. Das Objekt liegt hälftig auf Gemeindegebiet von Ferenbalm (KGS-Nr. 00982) und Mühleberg (KGS-Nr. 01082). |

## Übrige Baudenkmäler
Hinweis: Anstelle der KGS-Nummer wird als Objekt-Identifikator (ID) die Grundstücksnummer verwendet.
| ID   | Foto |                                                                                        | Objekt                                                     | Typ | Standort                                | Beschreibung |
| ---- | ---- | -------------------------------------------------------------------------------------- | ---------------------------------------------------------- | --- | --------------------------------------- | --- |
| 2001 | ja   | Datei hochladen · Wikidata zu Gümmenen, gedeckte Holzbrücke über die Saane (Q29673531) | Gümmenenbrücke (1732–1739)                                 | G   | Alte Murtenstrasse N.N. 585108 / 199239 | |
| 2009 | ja   | Datei hochladen                                                                        | Bauernhaus (1745)                                          | G   | Jerisberg 9 583116 / 201058             | |
| 2009 | ja   | Datei hochladen                                                                        | Ofenhaus (1814)                                            | G   | Jerisberg 9a 583078 / 201040            | |
| 2011 | ja   | Datei hochladen · Wikidata zu Pfarrhaus Ferenbalm (Q113327362)                         | Pfarrhaus (1746)                                           | G   | Ferenbalmstrasse 30 582679 / 199656     | |
| 2011 | ja   | Datei hochladen · Wikidata zu Ofenhaus zum Pfarrhaus Ferenbalm (Q113328290)            | Ofenhaus (1752)                                            | G   | Ferenbalmstrasse 30a 582671 / 199684    | |
| 2114 | BW   | Datei hochladen                                                                        | Bauernhaus (1658)                                          | G   | Ofenhausstrasse 47 583652 / 199052      | |
| 2169 | BW   | Datei hochladen                                                                        | Bauernhaus (1770)                                          | G   | Wannerenweg 8 582382 / 198598           | |
| 2169 | BW   | Datei hochladen                                                                        | Ofenhaus-Speicher (frühes 19. Jh.)                         | G   | Wannerenweg 8a 582366 / 198562          | |
| 2238 | ja   | Datei hochladen · Wikidata zu Wohnstock und Ofenhaus (Q19362587)                       | Wohnstock (1805)                                           | G   | Jerisberghof 24 582910 / 200852         | 1805 erbauter, zweigeschossiger Massivbau unter Mansarddach mit Sandsteingliederungen. Das Erdgeschoss ist unterkellert und enthält Speicher sowie eigenen Ofenraum mit zwei Öfen. Die Wohnungen im Ober- und Dachgeschoss werden durch Lukarnen belichtet, an der Südostseite ist eine Giebellaube befestigt. |
| 2345 | BW   | Datei hochladen                                                                        | Wohnstock (1841)                                           | G   | Bernstrasse 34 584416 / 199271          | |
| 2350 | BW   | Datei hochladen                                                                        | Wohnstock (17. Jh.)                                        | G   | Ferenbalmstrasse 38 582628 / 199835     | |
| 2361 | BW   | Datei hochladen                                                                        | Ofenhaus-Speicher (1837)                                   | G   | Bernstrasse 32 584441 / 199270          | |
| 2399 | ja   | Datei hochladen                                                                        | Ehemaliger Wohn- oder Mühlestock (18./19. Jh.)             | G   | Bodengässli 2 582451 / 198698           | |
| 2472 | ja   | Datei hochladen                                                                        | Bauernhaus (um 1820)                                       | G   | Jerisberg 16 583293 / 201068            | |
| 2499 | BW   | Datei hochladen                                                                        | Ofenhaus (Mitte 19. Jh.)                                   | G   | Ofenhausstrasse 12 583792 / 199150      | |
| 2514 | BW   | Datei hochladen                                                                        | Bauernhaus (1793)                                          | G   | Schmidmattweg 15 582464 / 198858        | |
| 2534 | ja   | Datei hochladen · Wikidata zu Statthalterhaus (Q19362585)                              | Statthalterhof (1832-1836)                                 | G   | Jerisberghof 14 582949 / 200801         | In den Jahren 1832 bis 1836 erbautes Bauernhaus. Repräsentativer Fachwerkbau auf Sandsteinkeller mit mächtigem, biberschwanzgedecktem, geknicktem Viertelwalmdach mit doppeltem Freibund und Ründe an der südöstlichen Schaufront. Die Fassade besitzt acht Fensterachsen mit einem durchgehenden, barock geschwungenen und profilierten Fenstersturz und zwei Rundfenster im Dachgeschoss. |
| 2538 | ja   | Datei hochladen                                                                        | Ofenhaus Speicher (1766)                                   | G   | Jerisberghof 23 582833 / 200837         | |
| 2679 | ja   | Datei hochladen                                                                        | Brücke (1731/32)                                           | G   | Biberen N.N.1 582422 / 198774           | |
| 2716 | ja   | Datei hochladen · Wikidata zu Althus Jerisberghof (Q111784663)                         | Ehemaliges Bauernhaus, heute Bauernmuseum "Althuus" (1703) | G   | Jerisberghof 22 582888 / 200829         | 1703 erbautes Bauernhaus, heute als Bauernmuseum genutzt. Der traufständige Bohlenständerbau unter schindelgedecktem Vollwalmdach ist der zentrale Hauptbau der Siedlung und eines der am besten erhaltenen Beispiele des Seeländer Strohdachhauses, mit weitgehend originaler Bausubstanz. Reihenfensterfronten auf mächtiger Schwelle mit doppeltem Schwellenschloss, darüber reich dekorierte Lauben mit geometrisierender Bemalung auf der Nord- und barocken Ausschnitten auf der Südseite. |
| 2716 | ja   | Datei hochladen                                                                        | Speicher (1725)                                            | G   | Jerisberghof 22b 582889 / 200809        | |
| 2735 | BW   | Datei hochladen                                                                        | Wohnstock (1817)                                           | G   | Bodengässli 10 582351 / 198655          | |
| 2738 | BW   | Datei hochladen                                                                        | Bauernhaus (1922)                                          | G   | Haselhof 1 584545 / 200766              | |
| 2738 | BW   | Datei hochladen                                                                        | Ofenhaus-Speicher (1822)                                   | G   | Haselhof 1b 584583 / 200801             | |
| 2750 | BW   | Datei hochladen                                                                        | Ofenhaus-Speicher (1810)                                   | G   | Haselhof 3c 584601 / 200848             | |
| 2870 | BW   | Datei hochladen                                                                        | Bauernhaus (1804)                                          | G   | Dorfstrasse 11 583848 / 196521          | |
| 2967 | BW   | Datei hochladen                                                                        | Ehemaliges Kleinbauernhaus (frühes 19. Jh.)                | G   | Dorfstrasse 25 583935 / 196418          | |
| 3029 | BW   | Datei hochladen                                                                        | Speicher (1736)                                            | G   | Dorfstrasse 22a 583861 / 196495         | |